# Nederländerna i olympiska sommarspelen 1924
Nederländerna deltog med 177 deltagare vid de olympiska sommarspelen 1924 i Paris. Totalt vann de fyra guldmedaljer, en silvermedalj och fem bronsmedaljer.

## Medaljer

### Guld
- Ko Willems - Cykling, 50 kilometer.
- Adolph van der Voort van Zijp - Ridsport, fälttävlan.
- Adolph van der Voort van Zijp, Charles F. Pahud de Mortanges, Gerard P. de Kruyff och Anton T. Colenbrander - Ridsport, fälttävlan.
- Teun Beijnen och Willy Rösingh - Rodd, tvåa utan styrman.

### Silver
- Jacob Meijer - Cykling, 50 kilometer.

### Brons
- Gerard Bosch van Drakestein och Maurice Peeters - Cykling, tandem.
- Jan de Vries, Jacob Boot, Harry Broos och Marinus van den Berge - Friidrott, 4 x 100 meter stafett.
- Adrianus De Jong, Jetze Doorman, Hendrik Scherpenhuyzen, Jan Van Der Wiel, Maarten Hendrik Van Dulm och Henri Jacob Wynoldy-Daniels - Fäktning, sabel.
- Johan Carp, Anthonij Guépin och Jan Vreede - Segling, 6 meter.
- Kornelia Bouman och Hendrik Timmer - Tennis, mixeddubbel.